# Anthurium monteverdense
Anthurium monteverdense är en kallaväxtart som beskrevs av Thomas Bernard Croat och R.A.Baker. Anthurium monteverdense ingår i släktet Anthurium och familjen kallaväxter. Inga underarter finns listade.